# Liste des compagnies aériennes d'Algérie
Cet article dresse une liste des compagnies aériennes opérant actuellement en Algérie,.
| Compagnie aérienne  | Image | Code IATA | Code OACI | Indicatif d'appel | Depuis |
| ------------------- | ----- | --------- | --------- | ----------------- | ------ |
| Air Algérie         |       | AH        | DAH       | Air Algérie       | 1962   |
| Air Express Algeria |       |           | AEA       | Air Express       | 2002   |
| Star Aviation       |       |           | DST       | Star Aviation     | 2001   |
| Tassili Airlines    |       | SF        | SRD       | Tassili air       | 1997   |